# Assedio di Centuripe e Galaria
L'assedio di Centuripe e Galaria rientra tra le guerre attuate da Agatocle, tiranno di Siracusa per la conquista dei governi oligarchici della Sicilia, la sottomissione delle città dell'interno (appartenenti ai Siculi e più in generale agli indigeni dell'isola) e la totale sconfitta degli esuli oligarchici siracusani che ancora gli opponevano resistenza.

## Antefatti

### Dinocrate contro Agatocle
Doo il golpe alla città di Siracusa, attuato da Agatocle con estrema violenza, tutti i sopravvissuti appartenenti all'oligarchia, o sospettati di esserlo, dovettero lasciare la pentapolis e cercare rifugio nelle altre poleis di Sicilia i cui governi non erano ancora stati conquistati in armi da Agatocle. Dopo aver combattuto al fianco degli uomini appartenenti a ciascuna delle poleis nelle quali essi si erano rifugiati, e dopo essere stati progressivamente sconfitti e cacciati dall'avanzata di Agotocle (durante gli eventi della lega di Agrigento, Gela e Messana e durante l'espugnazione di quest'ultima), si ritrovano gli esuli siracusani d'un tratto con una migliore organizzazione e una propria armata; frutto probabilmente di un accordo maturato con Cartagine. A guidarli ora, dopo l'uccisione di Sosistrato (e la scomparsa di Eraclide) da parte del principe spartano Acrotato, vi era Dinocrate di Siracusa; un intimo ex-amico di Agatocle, dal tiranno graziato, poiché esiliato e non ammazzato da questi, proprio in virtù dell'amicizia che li legava.
Nei piani di Agatocle in quel momento vi era la conquista di Agrigento, ma durante il suo assedio venne interrotto dal sopraggiungere di una poderosa flotta cartaginese che entrò nella rada agrigentina bloccando l'esercito siracusano sul posto. 
Dinocrate aveva in passato richiesto più volte l'aiuto dei cartaginesi contro Agatocle, ma questi inizialmente attuarono una politica di non-intervento e avevano per altro riconosciuto ufficialmente il governo di Agatocle, stipulandovi persino dei trattati di pace. Ma le navi nella rada agrigentina non erano certo un caso; esse erano lì per Dinocrate ed i suoi uomini. Rincuorati dai rinforzi, gli esuli spedirono una loro truppa a Centuripe, città sicula già da tempo in mano ad Agatocle, e l'affidarono al condottiero Ninfodoro.

## Assedio di Centuripe

### La ribellione

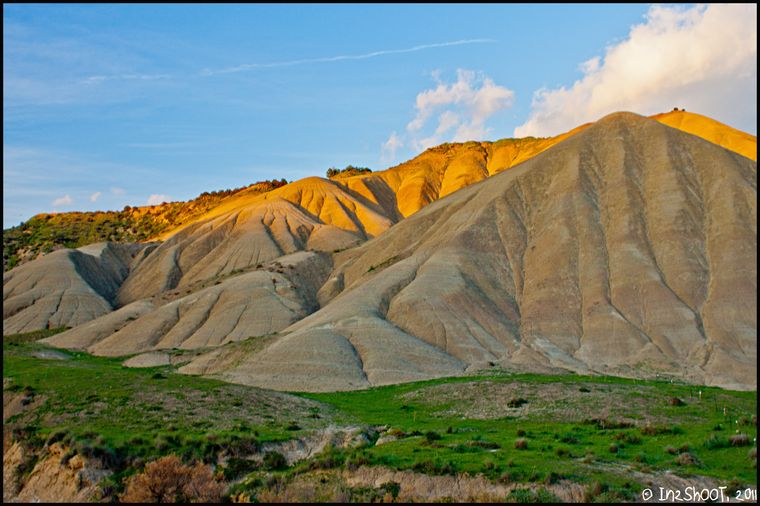
Le montagne dell'entroterra siciliano nei pressi di Centuripe

Parte della popolazione di Centuripe voleva appoggiare la mossa di Dinocrate, poiché mal sopportava il dominio di Agatocole; va infatti precisato che mentre le poleis greche di Sicilia godevano di una certa autonomia, fragile o solo sulla carta, le popolazioni indigene dell'isola nell'area siracusana, cioè i Siculi, erano del tutto assoggettati al volere dei dinasti aretusei. Ecco dunque che Ninfodoro venne accolto dai Centuripini come una svolta alla loro scomoda situazione sociopolitica.
Tuttavia la ribellione fallì, poiché i soldati del presidio siracusano si accorsero dell'introduzione forzata nella cittadina e trucidarono la resistenza siracusana; allo stesso modo, per volere di Agatocle (nel frattempo informato di quanto stava accadendo), vennero assassinati i ribelli centuripini colpevoli di aver tramato contro il governo agatocleo.

## Eventi contemporanei

### Cartagine invade il porto di Siracusa

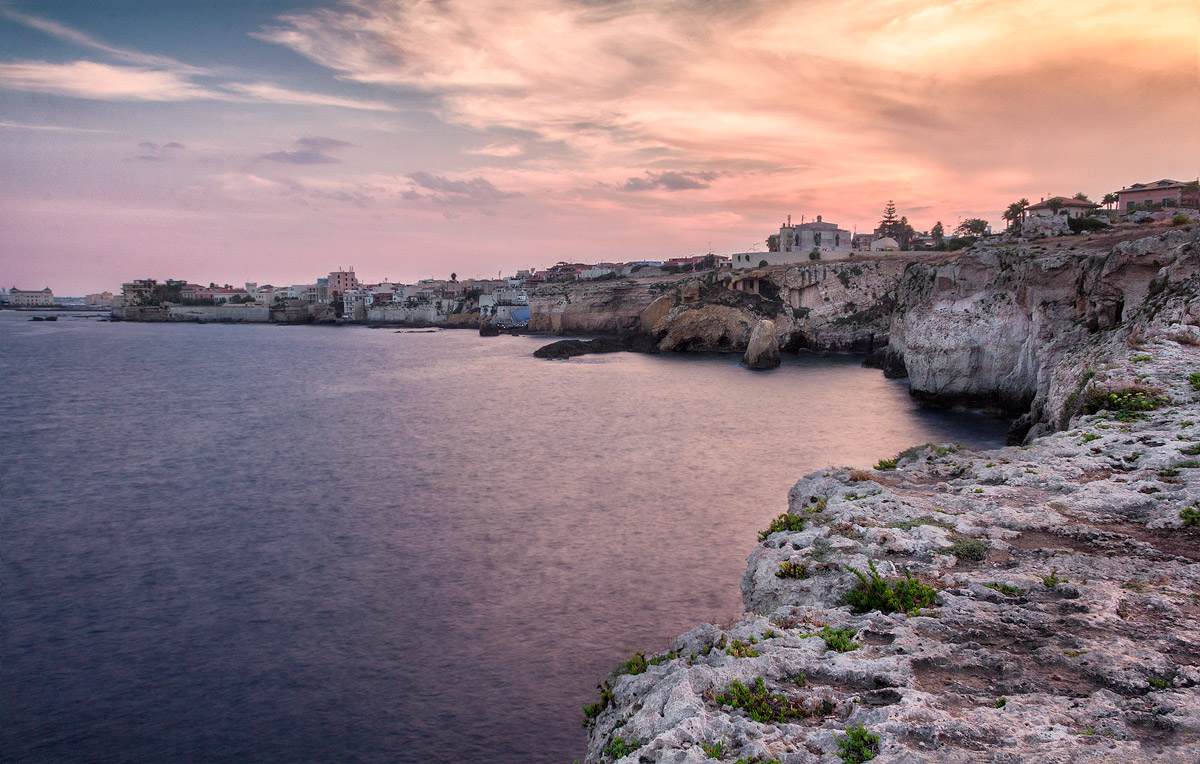
Un tratto costiero della città di Siracusa

Mentre Centuripe cadeva nuovamente sotto il potere di Agatocle, a Siracusa giunsero le navi di Cartagine a cingere d'assedio il suo porto grande: erano 50 navi che catturarono due navi messe alla fonda; una di queste era ateniese e i suoi marinari vennero fatti prigionieri dai Cartaginesi. Qui un episodio di barbaria: agli Ateniesi vennero mozzate le mani. Il gesto dei marinai cartaginesi non rimase impunito, infatti nello stesso conflitto navale accadde che delle navi dei Punici stanziate in Bruzia si scontrarono con le navi dei Siracusani, anch'essi sul posto, e caddero in possesso degli strateghi di Agatocle, il quale fece riservare loro lo stesso trattamento che avevano usato sugli Ateniesi: le loro mani vennero amputate.

## Assedio di Galaria
Mentre Ninfodoro si recava a Centuripe, Dinocrate con il resto delle truppe andava presso Galaria (l'odierna Gagliano Castelferrato); altro centro indigeno dell'interno in mano ad Agatocle.
L'esercito degli esuli poteva contare su 3 000 fanti e 2 000 cavalieri. Con l'aiuto dei ribelli di Galaria, autori della chiamata di Dinocrate, la città sicula cadde in mano agli oligarchici siracusani e il governo di Agatocle venne cacciato. Il dinasta di Siracusa mandò quindi due dei suoi strateghi: Pasifilo e Demofilo ad affrontare gli esuli e riportare la città sotto il suo controllo. L'esercito agatocleo contava una forza eguale a quello di Dinocrate, per cui lo scontro durò a lungo e fu una dura battaglia dove il valore dei due schieramenti si eguagliava.
Poiché lo scontro si attuò con la vecchia riforma di Epaminonda, che prevedeva lo schieramento degli opliti su due ale, la sinistra e la destra, che era quella dove si concentravano gli elementi migliori e alla quale toccava il gravoso compito dello sfondamento dell'ala avversaria, finì che il comandante dell'ala destra, Filonide, venne ucciso e quindi si sbandarono entrambe le ali oligarchiche (poiché la destra, prima della nuova riforma che comprendeva una diversa disposizione delle due ali, trascinava quasi sempre nella disfatta anche gli uomini dell'ala sinistra che erano costretti al ritiro) e l'esercito ufficiale di Siracusa trionfò, lasciando sul campo numerosi morti. Il dominio di Agatocle venne nuovamente imposto a Galaria e furono messi a morte coloro i quali avevano partecipato alla rivolta e alla resistenza degli esuli.